# Polystroma brunneitrames
Polystroma brunneitrames är en fjärilsart som beskrevs av Louis Beethoven Prout 1916. Polystroma brunneitrames ingår i släktet Polystroma och familjen mätare. Inga underarter finns listade i Catalogue of Life.